# 수코타이 FC
수코타이 FC(태국어: สโมสรฟุตบอลจังหวัดสุโขทัย, 영어: Sukhothai Football Club)은 수코타이 주를 연고로 하는 타이의 축구 클럽이다. 현재 타이 리그에 참가하고 있다.
2009년에 창단했으며 타이 북부 지역 리그에서 시작하여, 2015년 2부 리그인 타이 디비전 1 리그로 승격했다. 2015년 예상보다 좋은 활약으로 3위로 시즌을 마감하며, 2016년 타이 1부 리그인 타이 프리미어리그로 승격되었다.

## 선수 명단

### 현역
참고: FIFA 자격 규정에 따라 소속된 국가대표팀 국기를 표시합니다. 선수는 복수의 FIFA 비회원국 국적을 가지고 있을 수 있습니다.
| 번호 | 포지션 | 국적         | 이름                  |
| ---- | ------ | ------------ | --------------------- |
| 10   | FW     | 마다가스카르 | 존 라코토노멘자나하리 |

| 번호 | 포지션 | 국적 | 이름       |
| ---- | ------ | ---- | ---------- |
| 93   | DF     |      | 클라우디우 |